# Frenzelswalde
Frenzelswalde war ein Ort im Kreis Heiligenbeil in Ostpreußen. Seine Ortsstelle befindet sich heute im Munizipalkreis Rajon Bagrationowsk (Stadtkreis Preußisch Eylau) in der Oblast Kaliningrad (Gebiet Königsberg (Preußen)) der Russischen Föderation.

## Geographische Lage
Die Ortsstelle Frenzelswalde liegt im Grenzgebiet zur polnischen Woiwodschaft Ermland-Masuren (südliches Ostpreußen) im Südwesten der Oblast Kaliningrad. Bis zur früheren Kreisstadt Heiligenbeil (russisch Mamonowo) sind es 14 Kilometer in östlicher Richtung, während die heutige Rajonshauptstadt Bagrationowsk (deutsch Preußisch Eylau) 34 Kilometer in östlicher Richtung entfernt liegt.

## Geschichte
Der damalige Abbau Schirrmacher wurde um 1815 gegründet. Als kleiner Hof wurde der Ort ab dem 24. November 1859 „Frenzelswalde“ genannt. Das Etablissement Frenzelswalde war Wohnplatz der Landgemeinde Hermsdorf (russisch Pogranitschny) im ostpreußischen Kreis Heiligenbeil. Im Jahre 1905 zählte die kleine Ortschaft zehn Einwohner.
1945 wurde Frenzelswalde in Kriegsfolge mit dem gesamten nördlichen Ostpreußen an die Sowjetunion überstellt. Danach verliert sich die Spur des kleinen Ortes, der unmittelbar im Grenzgebiet lag, keine Besiedlung fand und seither als untergegangen gilt. Die Ortsstelle gehört jetzt zum Rajon Bagrationowsk (Stadtkreis Preußisch Eylau) in der russischen Oblast Kaliningrad (Gebiet Königsberg (Preußen)).

## Religion
Frenzelswalde war bis 1945 in das evangelische Kirchspiel der Kirche Deutsch Thierau (russisch Iwanzowo) in der Kirchenprovinz Ostpreußen der Kirche der Altpreußischen Union eingepfarrt.

## Verkehr
Die wegen der Grenzlage jetzt unerreichbare Ortsstelle Frenzelwaldes ist über Landwege mit der Siedlung Pogranitschny (Hermsdorf) verbunden.